# Hexatoma opulenta
Hexatoma opulenta är en tvåvingeart som beskrevs av Alexander 1951. Hexatoma opulenta ingår i släktet Hexatoma och familjen småharkrankar. Inga underarter finns listade i Catalogue of Life.